# Mandalorianos
Mandalorianos são um povo fictício associado ao planeta Mandalore no universo Star Wars criado por George Lucas. Sua característica cultural mais distinta é seu capacete de batalha, armadura de tórax, manoplas de pulso e, muitas vezes, mochilas a jato, semelhantes às usadas por Boba Fett e seu pai/Modelo Genético, Jango Fett.
As séries de televisão The Clone Wars, Rebels e The Mandalorian expandiram a tradição Mandaloriana com a introdução de personagens adicionais e estabeleceram os Mandalorianos não como uma "raça ou espécie alienígena", mas uma ideologia distinta de humanos e vários alienígenas de Mandalore e mundos próximos unidos por um credo comum com uma tradição guerreira espartana e estoica.

## Aparências
Os Mandalorianos fizeram sua estréia cinematográfica em live action em O Império Contra Ataca (1980), com o caçador de recompensas Boba Fett, um antagonista coadjuvante. O personagem voltou em O Retorno dos Jedi (1983) e no filme anterior Ataque dos Clones (2002), o último dos quais o estabeleceu como um clone, criado por seu modelo genético, Jango Fett, para ser seu filho. Jango também é um caçador de recompensas que não é explicitamente identificado como um Mandaloriano no filme, mas usa uma armadura Mandaloriana (Boba acabaria criando um terno à sua semelhança); em The Mandalorian, Boba se refere a seu pai como um enjeitado Mandaloriano.

### Séries de televisão

#### The Clone Wars
A série de animação Star Wars: The Clone Wars expande a tradição Mandaloriana com a introdução de novos personagens, como a Duquesa Satine Kryze, a líder pacifista de Mandalore e um interesse romântico pelo Mestre Jedi Obi-Wan Kenobi, e Pre Vizsla, o líder de a facção dos Mandalorianos Olho da Morte que busca derrubar Satine e restaurar as tradições guerreiras de Mandalore. Mandalore é descrito como o planeta natal fictício do povo Mandaloriano, localizado na Orla Exterior no setor e sistema de mesmo nome. Tem uma lua habitada chamada Concordia, um assentamento de mineração para o qual os guerreiros Mandalorianos foram exilados. Concord Dawn, localizada no setor Mandalore, também é o mundo natal de vários personagens Mandalorianos, incluindo Jango Fett, e a base de operações para os Protetores.
Em As Guerras Clônicas, o planeta Mandalore é um deserto em grande parte inabitável, causado por uma guerra com os Jedi que ocorreu antes do período da série. O novo povo Mandaloriano construiu suas cidades, como a capital Sundari, em grandes biomas. O design de Sundari baseia-se em elementos cubistas e os murais localizados na cidade imitam o Guernica de Pablo Picasso. O conceito de Mandalore como um "grande planeta desolado de areia branca com esses edifícios em forma de cubo" foi desenvolvido por Lucas no início do desenvolvimento para a segunda temporada das Guerras Clônicas. Lucas também queria camadas de vidro incorporadas ao design. Como Sundari não parecia uma cidade gigante o suficiente, a equipe de produção a desenvolveu em uma cúpula com cubos. Filoni observou que a aparência desolada e estéril era "uma espécie de desenho influenciado por Moebius". Filoni teve as formas da armadura de Boba Fett trabalhadas nas janelas e no design da arquitetura, sentindo que as formas eram "emblemáticas" e que a cultura guerreira era tão forte que estava embutida na arquitetura.

#### Rebels
Na época dos Star Wars, os Mandalorianos colonizaram outros mundos, como Concord Dawn e Krownest. Os Mandalorianos eventualmente entraram em contato com a República Velha e lutaram contra seus protetores Jedi. Ao ver as habilidades da força Jedi, os Mandalorianos criaram dispositivos, armas e armaduras para combater as habilidades Jedi. Apesar da animosidade entre os Mandalorianos e os Jedi, Tarre Vizsla se tornou o primeiro Jedi Mandaloriano. Como um Jedi, Vizsla construiu Sabre Negro e o usou para unir seu povo como seu Mand'alor. Durante os rebeldes de Star Wars, um Mandaloriano chamado Sabine Wren do Clan Wren descobre o Sabre Negro enquanto lutava contra Darth Maul. Com o Sabre Negro, ela esperava unir Mandalore e ter sua honra de volta depois de criar uma arma que mataria Mandalorianos. Ao retornar para Mandalore, ela ganhou o apoio de sua distante mãe Ursa. Sabine e sua mãe tiveram diferenças de opinião quando sua mãe se voltou para o Império em busca de apoio. No final das contas, House Wren fica do lado de Sabine. Com o Darksaber, ela reagrupa o Clan Wren e pega em armas contra o Clan Saxon, que tem o apoio do Império.  Depois que o Clã Saxon é derrotado, o Império aparentemente se afasta de Mandalore, e Sabine renuncia a propriedade do Sabre Sombrio para Bo-Katan Kryze, irmã da falecida Duquesa Satine Kryze, que promete unir todos os clãs Mandalorianos sob sua liderança e restaure a paz para Mandalore.

#### The Mandalorian
Em algum ponto durante a Guerra Civil Galáctica, entre os eventos dos Rebels (5–2 ABY) e o Retorno dos Jedi (4 DBY), o Império retornou a Mandalore e purgou o povo Mandaloriano, deixando apenas alguns clãs sobreviventes e roubando grandes quantidades do precioso metal Beskar, que nenhum blaster ou sabre de luz pode penetrar; este evento ficou conhecido como o "Grande Expurgo" entre os Mandalorianos. The Mandalorian segue as façanhas de Din Djarin, também conhecido como Mandalorian ou simplesmente "Mando", um caçador de recompensas que não era originalmente de Mandalore. Ele ficou órfão em outro planeta durante as Guerras Clônicas (22–19 ABY) quando dróides de batalha Separatistas mataram seus pais; salvo por um clã Mandaloriano chamado "The Tribe", Djarin foi adotado como um Foundling e criado com seu Credo ("o Caminho do Mandalore", ou simplesmente "o Caminho"). O bebê parecido com Yoda que ele adota, Grogu também conhecido como The Child, também é considerado um enjeitado, mas Djarin decide devolvê-lo aos Jedi após descobrir que é sensível à Força.
De acordo com Bo-Katan Kryze no " Capítulo 11: A Herdeira ", Djarin foi encontrado pelos "Filhos do Olho", um grupo de fanáticos religiosos que seguem o antigo "Caminho de Mandalore", que consiste em várias tradições Mandalorianas esquecidas, como nunca remover seus capacetes na frente de outras pessoas; eles foram excluídos da corrente principal da sociedade Mandaloriana por tentar espalhar suas crenças. Djarin então descobre que ele faz parte de um grupo extremista sem nunca ter sabido disso; ele foi criado pelo Armeiro para acreditar que apenas as pessoas que optam por seguir o Credo são Mandalorianos. Mas este confronto com o grupo de Nite Owls de Kryze revelou que também havia outros Mandalorianos que eram Mandalorianos por ancestralidade, que compartilham algumas ideias e práticas culturais amplas com a Vigilância, como usar armadura Mandaloriana, mas não têm regra contra a remoção do capacete.
Moff Gideon, liderando uma facção de ex-imperiais, esteve pessoalmente envolvido no Grande Expurgo e obteve o Sabre Sombrio (uma arma que simboliza a autoridade dinástica em Mandalore) de Bo-Katan após derrotá-la em combate. Durante a segunda temporada do programa, é revelado que Bo-Katan, junto com um pequeno número de guerreiros Mandalorianos dispostos a segui-la, está tentando recuperar o Sabre Sombrio e libertar Mandalore da ocupação Imperial. No final da segunda temporada, Djarin derrota Moff Gideon em combate, tornando-se o legítimo proprietário do Sabre Sombrio e o governante legítimo de Mandalore, que Bo-Katan aceita; embora Djarin não esteja interessado em governar e prefira passar o Sabre Sombrio para ela como pretendiam, ela insiste que precisa obtê-lo por meio de combate. A temporada termina com um momento de angústia, já que Djarin pode ajudar Bo-Katan e suas forças a libertar Mandalore em troca de sua ajuda para derrubar Gideon, ou eles podem se tornar hostis sobre a posse do Sabre Sombrio e diferenças ideológicas. Apesar de sua lealdade aos Mandalorianos seguidores do Credo que o criaram, Djarin parece cada vez mais aberto às visões Mandalorianas de Bo-Katan do Caminho, conforme ilustrado por sua nova vontade de remover seu capacete em várias ocasiões públicas.